# Славолюб Джорджевич
Славолюб Джорджевич (серб. Славољуб Ђopђевић; нар. 15 лютого 1981, Белград, СФРЮ) — сербський футболіст, захисник.

## Біографія
Починав кар'єру в 1998 році в складі клубу «Раднички». У наступному році перейшов у болгарський «Спартак» (Варна) і перебував на контракті в клубі до середини 2003 року. За цей час він виступав в орендах у декількох югославських та боснійських клубах, а за «Спартак» зіграв лише 10 матчів.
У середині 2003 року Джорджевич підписав контракт із флагманом сербського футболу — клубом «Црвена Звезда». У складі «Црвени» Славолюб виступав дуже вдало і за два з половиною сезони проведених у клубі, зіграв 44 матчі. Влітку 2005 року ним зацікавилася російська «Аланія» і незабаром він підписав контракт із владикавказьким клубом. В «Аланії» не зміг проявити себе як у «Црвене Зірці» та 2006 рік провів в оренді у двох українських клубах — «Волині» та «Кривбасі». На початку 2007 року перейшов в ярославський «Шинник» і за два сезони зіграв за «Шинник» 33 матчі. На початку 2009 року перейшов на правах оренди в австрійський «Альтах» і зіграв за цей клуб 13 матчів.
Влітку того року повернувся до Сербії і знову перейшов у белградську «Црвену Звезду». За два сезони в белградською команді, Джорджевич зіграв 33 матчі. На початку 2011 року підписав контракт із клубом з Узбекистану — ташкентським «Буньодкором». За «Буньодкор» виступав до кінця 2013 року і за цей час зіграв в 39 матчах і забив один м'яч.

## Досягнення
Леотар
- Прем'єр-ліга
  -  Чемпіон (1): 2002/03

Црвена Звезда
- Кубок Сербії і Чорногорії
  -  Володар (1): 2003/04

- Кубок Сербії
  -  Володар (1): 2009/10

Буньодкор
- Чемпіонат Узбекистану
  -  Чемпіон (2): 2011, 2013
  -  Срібний призер (1): 2012

- Кубок Узбекистану
  -  Володар (2): 2012, 2013